# Espaços da Ciência no Brasil: 1800-1930
Espaços da Ciência no Brasil: 1800-1930 é um livro publicado pela Editora Fiocruz em 2001 sobre as instituições científicas do Brasil, desde o Brasil Colônia até a Era Vargas. Ele foi o resultado de extensa pesquisa coordenada por Maria Amélia M. Dantes. O livro surgiu como parte do projeto integrado Modelos Institucionais e a Implantação de Práticas Científicas no Brasil (1800-1930), com financiamento do CNPq. Atualmente, se encontra livre de direitos autorais.